# Barigo
Barigo va ser una empresa francesa fabricant de motocicletes amb seu a Thouars que va tenir activitat entre el 1976 i el 1997. Fundada pel pilot de motocròs Patrick Barigault, l'empresa va destacar pels seus models de motocicleta de disseny progressista i atrevit, molts dels quals feien servir motors Rotax.

## Història
A mitjan dècada del 1970, un amic de Patrick Barigault li va demanar que li construís un bastidor artesanal per a la seva Bultaco. Quan Barigault el va haver fet, va despertar l'interès d'un majorista, el qual li'n va encarregar una sèrie per a motocicletes Honda 350cc. El 1976, Barigault va lliurar la seva primera sèrie de bastidors sota el nom de "Barigo" (transcripció fonètica de Barigault). Algunes unitats de motocicletes Barigo es van motoritzar amb motors Honda (Barigo HB) i altres, amb Yamaha (Barigo YB).
La producció en sèrie va començar realment després d'un assaig favorable d'una Barigo a la revista francesa Moto Verte. Havent aconseguit una licitació per a l'exèrcit francès, el 1984 Barigault es va associar amb els Ateliers de Construction Siccardi, una col·laboració que va durar fins al 1986. Les Barigo van obtenir diversos èxits al ral·li París-Dakar i a diverses competicions de Supermotard.
El 1992, l'empresa va ser adquirida per la fàbrica de maquinària Perrotin Automation. Des d'aleshores, a més de motocicletes de fora d'asfalt i supermotard, Barigo va produir models de carretera.